# لرز (آلبوم)
لرز نام اولین پروژه کلینت لووری گیتاریست سابق گروه‌های سونداست، «دارک نیو دی»، کورن و «استیل رین» می‌باشد. این آلبوم در اکتبر ۲۰۰۸ انتشار یافت. نواختن گیتار، درامز و بیس در این آلبوم توسط شخص لووری انجام شده است.

## فهرست آهنگ‌ها
۱- جنب جهنم
۲- این روز
۳- شاد و سرحال
۴- مختصر خواهم کرد
۵- شیطانی در قفس
۶- این خوب بوده
2- This Day
3- Alive And Well
4- I'll Keep This Short
5- Devil's In a Cage
6- I't's Been Fine

## پدید آورندگان
- کلینت لووری: آواز، گیتار، بیس، درامز
- کوری لووری: تهیه‌کننده